# Mark O'Brien (actor)
Mark O'Brien (San Juan de Terranova, Terranova y Labrador; 7 de mayo de 1984) es un actor y director de cine canadiense, reconocido por interpretar los papeles de Des Courtney en Republic of Doyle y de Tom Rendon en Halt and Catch Fire.

## Filmografía
| Año  | Título                                     | Rol             | Notas     |
| ---- | ------------------------------------------ | --------------- | --------- |
| 2005 | Downward Calling                           | John Doe        | Corto     |
| 2008 | Patiently Wasting                          | Paul            | Corto     |
| 2008 | The One That Got Away                      | Tommy Palchek   | Telefilme |
| 2008 | Epilogue                                   | Henry           | Corto     |
| 2008 | Heartless Disappearance Into Labrador Seas | Charlie         | Corto     |
| 2009 | Quiet at Dawn                              | Watts           |           |
| 2009 | Grown Up Movie Star                        | Will            |           |
| 2009 | Mum's the Word                             | Curtis          | Corto     |
| 2009 | Cut from the Same Cloth                    | Jack Cochrane   | Corto     |
| 2010 | Brad                                       | Brad            | Corto     |
| 2010 | Snarbuckled                                | Jacob O'Higgins | Corto     |
| 2012 | Beat Down                                  | Michael         |           |
| 2012 | Better People                              | John            | Corto     |
| 2013 | Sweetieface                                |                 | Corto     |
| 2015 | Dennis                                     | Dennis          | Corto     |
| 2015 | End of Days, Inc.                          | Jason           |           |
| 2015 | Len and Company                            | Zach            |           |
| 2016 | Arrival                                    | Capitán Marks   |           |
| 2018 | Parallel                                   | Josh            |           |
| 2018 | State Like Sleep                           | Darren          |           |
| 2018 | Anon                                       | Lester Goodman  |           |
| 2018 | How It Ends                                | Jeremiah        |           |
| 2018 | Mentes poderosas                           | Rob Meadows     |           |
| 2018 | Kin                                        | Jake Stanton    |           |
| 2018 | The Front Runner                           | Billy Shore     |           |
| 2018 | Bad Times at the El Royale                 | Larsen Rogers   |           |
| 2019 | Ready or Not                               | Alex Le Domas   |           |

| Año       | Título                                 | Rol             | Notas        |
| --------- | -------------------------------------- | --------------- | ------------ |
| 2005      | Legends and Lore of the North Atlantic |                 |              |
| 2005–2007 | Kids' CBC                              | Él mismo        |              |
| 2006      | Above and Beyond                       | Drake           | 2 episodios  |
| 2010–2014 | Republic of Doyle                      | Des Courtney    | 78 episodios |
| 2011      | Warehouse 13                           | Jerry Hoffler   | 1 episodio   |
| 2012      | Diary of a Deadly P.I.                 | Des Courtney    | 12 episodios |
| 2012      | Murdoch Mysteries                      | Jerome Bradley  | 1 episodio   |
| 2013      | This Hour Has 22 Minutes               | Des Courtney    | 1 episodio   |
| 2014      | Hannibal                               | Randall Tier    | 2 episodios  |
| 2014      | Saving Hope                            | Marshall Parker | 1 episodio   |
| 2015–2016 | Halt and Catch Fire                    | Tom Rendon      | 14 episodios |
| 2017      | The Last Tycoon                        | Max Miner       | 9 episodios  |